# سور، فرانسه
سور، فرانسه (به فرانسوی: Seurre) یک کمون در فرانسه با جمعیت ۲٬۴۴۶ نفر است که در Canton of Seurre واقع شده‌است.